# 青森県立青森高等学校
青森県立青森高等学校（あおもりけんりつ あおもりこうとうがっこう, 英: Aomori Prefectural Aomori High School）は、青森県青森市桜川に所在する県立高等学校。
通称「青高（せいこう）」。

## 概要
歴史
1900年（明治33年）創立の青森懸第三中學学校の後身「青森県立青森中学校」（旧制中学校）と1907年（明治40年）創立の「青森県立青森高等女学校」の2校を前身とする。1948年（昭和23年）の学制改革でそれぞれ「青森県立青森高等学校」（男子校）、「青森県立青森女子高等学校」となった後、1950年（昭和25年）にこの2校が統合され、男女共学の「青森県立青森高等学校」となった。
創立年は旧制中学校の1900年（明治33年）としている。2020年（令和2年）に創立120周年を迎えた。
定員
2008年度（平成20年度）から1学年ごとの定員は40人×7学級となり、約840名が在籍。
2021年度  (令和3年度) から募集人員が40人×6学級の240人となり、2021年4月現在約800名が在籍。
校訓
綱領として「自律自啓」「誠実勤勉」「和協責任」の3つを掲げており、中でも「自律自啓」は最も重視されており、体育館にも掲示されている。
校章
背景は旧制中学校時代の校章を継承しており、「中」の文字と「∞（無限を表す記号）」を組み合わせ図案化したもの。その上に「高」の文字を配している。「高」の部分が金色、「無限の徽章」部分がねずみ銀色と制定されている。「無限の象徴」と呼ばれている。スクールカラーは古代紫色。
校歌
タイトルは「無限の象徴」。作詞は横山武夫、作曲は木村繁による。
校歌以外にも、「団歌」「甲田が麓の丈夫（こうだがふもとのますらを）」、「合浦の雄」、「野球応援歌」、「凱歌」、「選手を送る歌」、「応援団歌」、「出陣を謳ふ」、「コチャエ節」、「金龍東に立ちのぼり」、「よい敵よい敵」、「Pan the Victory」などがある。
校地
学校敷地は、八甲田雪中行軍遭難事件で犠牲になった青森歩兵第5連隊の行軍出発のための集合場所であった。21世紀に入り三角形の校舎を新設するまでは、5連隊時代のものをそのまま正門として使用していた。現在では校舎新築に伴い新たな正門が設置されているが、この正門は残されている（但し、車両の通行はできない）。

## 沿革
旧制中学校・新制高等学校（男子校）時代
- 1900年（明治33年）9月11日 - 「青森県第三中学校」[注釈 1]が青森市大野字長島に開校。
- 1909年（明治42年）- 「青森県立青森中学校」と改称。
- 1912年（明治45年）- 青森市大字造道字浪打100の6（現在の合浦公園の青森市営野球場付近）に移転。
- 1945年（昭和20年）7月28日 - 青森空襲により校舎を焼失。青森市立第一中学校の一部と大湊海軍施設部工員宿舎を借用し、分散授業を実施。
- 1946年（昭和21年）6月 - 旧歩兵第5聯隊兵舎を校舎（筒井校舎）とする。青森県立高等女学校と同居。
- 1947年（昭和22年）4月1日 - 学制改革（六・三制の実施）
  - 旧制中学校の生徒募集を停止。
  - 新制中学校を併設し（名称：青森県立青森中学校併設中学校、以下・併設中学校）、旧制中学校1・2年修了者を新制中学2・3年生として収容。
  - 併設中学校はあくまで暫定的に設置されたため、新たに生徒募集は行われず、在校生が2・3年生のみの中学校であった。
  - 旧制中学校3・4年修了者はそのまま旧制中学校4・5年生として収容。
- 1948年（昭和23年）4月1日 - 学制改革（六・三・三制の実施）により、旧制中学校は廃止され、新制高等学校「青森県立青森高等学校」（男子校）が発足。 
  - 旧制中学校卒業生（希望者）を新制高校3年として、旧制中学校4年修了者を新制高校2年として編入。
  - 併設中学校卒業生を新制高校1年として収容。
  - 併設中学校は継承され（名称：青森県立青森高等学校併設中学校）、在校生が1946年（昭和21年）に旧制中学校へ最後に入学した3年生のみとなる。
- 1949年（昭和24年）3月31日 - 最後の卒業生を送り出し、併設中学校を廃止。

高等女学校・新制高等学校（女子校）時代
- 1907年（明治40年）2月15日 - 「青森県立第三高等女学校」[注釈 2]が青森市浦町字野脇（現・青森市文化会館の敷地）に開校。
- 1909年（明治42年）- 「青森県立青森高等女学校」と改称。
- 1911年（明治44年）- 青森県女子師範学校を併置。
- 1943年（昭和18年）- 青森県女子師範学校が官立（国立）移管により青森師範学校女子部に昇格したため、組織を分離。
- 1945年（昭和20年）7月28日 - 青森空襲により校舎を焼失したため、青森市造道国民学校校舎の一部を借用し授業を再開。
- 1946年（昭和21年）6月 - 旧歩兵第5聯隊兵舎を校舎とする。旧制青森県立青森中学校と同居。
- 1947年（昭和22年）4月1日 - 学制改革（六・三制の実施）
  - 高等女学校の生徒募集を停止。
  - 新制中学校を併設し（名称：青森県立青森高等女学校併設中学校、以下・併設中学校）、高等女学校1・2年修了者を新制中学2・3年生として収容。
  - 併設中学校はあくまで暫定的に設置されたため、新たに生徒募集は行われず、在校生が2・3年生のみの中学校であった。
  - 高等女学校3・4年修了者はそのまま高等女学校4・5年生として収容（4年で卒業することもできた）。
- 1948年（昭和23年）
  - 4月1日 - 学制改革（六・三・三制の実施）により、高等女学校は廃止され、新制高等学校「青森県立青森女子高等学校」が発足。 
    - 高等女学校卒業生（希望者）を新制高校3年として、高等女学校4年修了者を新制高校2年として編入。
    - 併設中学校卒業生を新制高校1年として収容。
    - 併設中学校は継承され（名称：青森県立青森女子高等学校併設中学校）、在校生が1946年（昭和21年）に高等女学校へ最後に入学した3年生のみとなる。

  - この年 - 浪打校舎が完成し移転。
- 1949年（昭和24年）3月31日 - 最後の卒業生を送り出し、併設中学校を廃止。

新制高等学校（男女共学）
- 1950年（昭和25年）4月1日 - 高校三原則に基づく公立高校再編が実施される。
  - 青森県立青森高等学校（男子校）と青森県立青森女子高等学校の2校が統合され、「青森県立青森高等学校」（現校名）が発足。
  - 当面の間、旧・青森高等学校校舎を筒井校舎、旧・青森女子高等学校を浪打校舎として2校舎体制をとる。
  - 組織的には統合されたものの、この時点では校舎による男女別学（男女併学）であり、まだ完全な男女共学ではなかった。
- 1951年（昭和26年）4月1日 - 浪打校舎（旧・女子高校舎）を青森県立青森商業高等学校に譲渡し、全生徒を筒井校舎に収容。
  - 男女混合の学級を編成し、完全な男女共学を開始する。
- 1970年（昭和45年）9月11日 - 新校舎が完成し移転。
- 1980年（昭和55年）- 創立80周年を迎える。
  - それまで旧青高女OGの「対等の統合である」という心情を考慮し「統合～周年」と数えられていたが、この年より「創立～周年」としてカウントされる。
- 1982年（昭和57年）- 修学旅行が一時取り止めになる（大学受験への影響や個人で行ける時代にあえて行う事への疑問などによる）。
- 1989年（平成元年）3月9日 - 第2体育館が完成。
- 1996年（平成8年）- 青森県教育委員会による入学試験での男女枠撤廃に伴い、本校でも入試での男女枠が撤廃される（撤廃以前は、学年における男女比がおよそ3:1であった）。
- 2000年（平成12年）- 創立100周年を記念し、柔道剣道場、屋内練習場（通称：無限ドーム）が完成。
- 2002年（平成14年）
  - 4月 - 2学期制に移行。
  - 12月5日 - 特別教室棟を改築。
- 2004年（平成16年）8月5日 - 管理棟と普通教室棟（一部）を改築。
- 2006年（平成18年）
  - 5月 - 管理棟と普通教室棟（残りすべて）を改築。図書館棟が完成。
  - 12月25日 - 渡り廊下を増築し、校舎改築工事が全て完了。
  - この年 - 修学旅行を再開。
- 2007年（平成19年）9月12日 - 青森市文化会館で校舎改築落成記念式典を挙行。音楽部による発表や、津島園子（太宰治の長女）の記念講演などが行われる。
- 2011年（平成23年）- 第一体育館を改築。
- 2012年（平成24年）4月 - 再び3学期制に移行。
- 2014年（平成26年）- SGH（スーパーグローバルハイスクール）に指定される。文系に1つ専用のクラスを設け、そのクラスのみシンガポール等に独自で旅行に行くなどした。
- 2017年（平成29年）- SSH（スーパーサイエンスハイスクール）に指定される。
- 2020年（令和2年） - 弓道場を新築。2階3学年教室棟に空調設備を導入。

## 施設・設備
現在の施設・設備
- 校舎

2006年（平成18年）に完成。4階建て（一部3階建て）で、上空から見ると、くの字型である。2001年（平成13年）に着工されたが、元の校舎の一部を解体し、そこに建築していく方式であったため、完成までに5年を費やした。来客・大荷物・身体障害者用にエレベーターを備える。
- ピロティ - 校舎の一部、職員室のある棟の1階にある。ダンス同好会の活動場所であり、青高祭では模擬店の出店スペースとして利用されている。通行も可能。
- 中庭 - 校舎に囲まれた形で、芝生が植えられている。普段は開放されていないが、青高祭ではイベントの会場となる。
- ラウンジ - 各教室棟の中間にあり、生徒の昼食スペースや、教材販売会場として利用されている。

- 第一体育館 - 2011年（平成23年）に完成。綱領の「自律自啓」が掲げられている。
- 第二体育館 - 1989年（平成元年）に完成。旧校舎時代からの建物。小型であり、第一体育館ほどのキャパが必要のない学年別の説明会等に利用される。

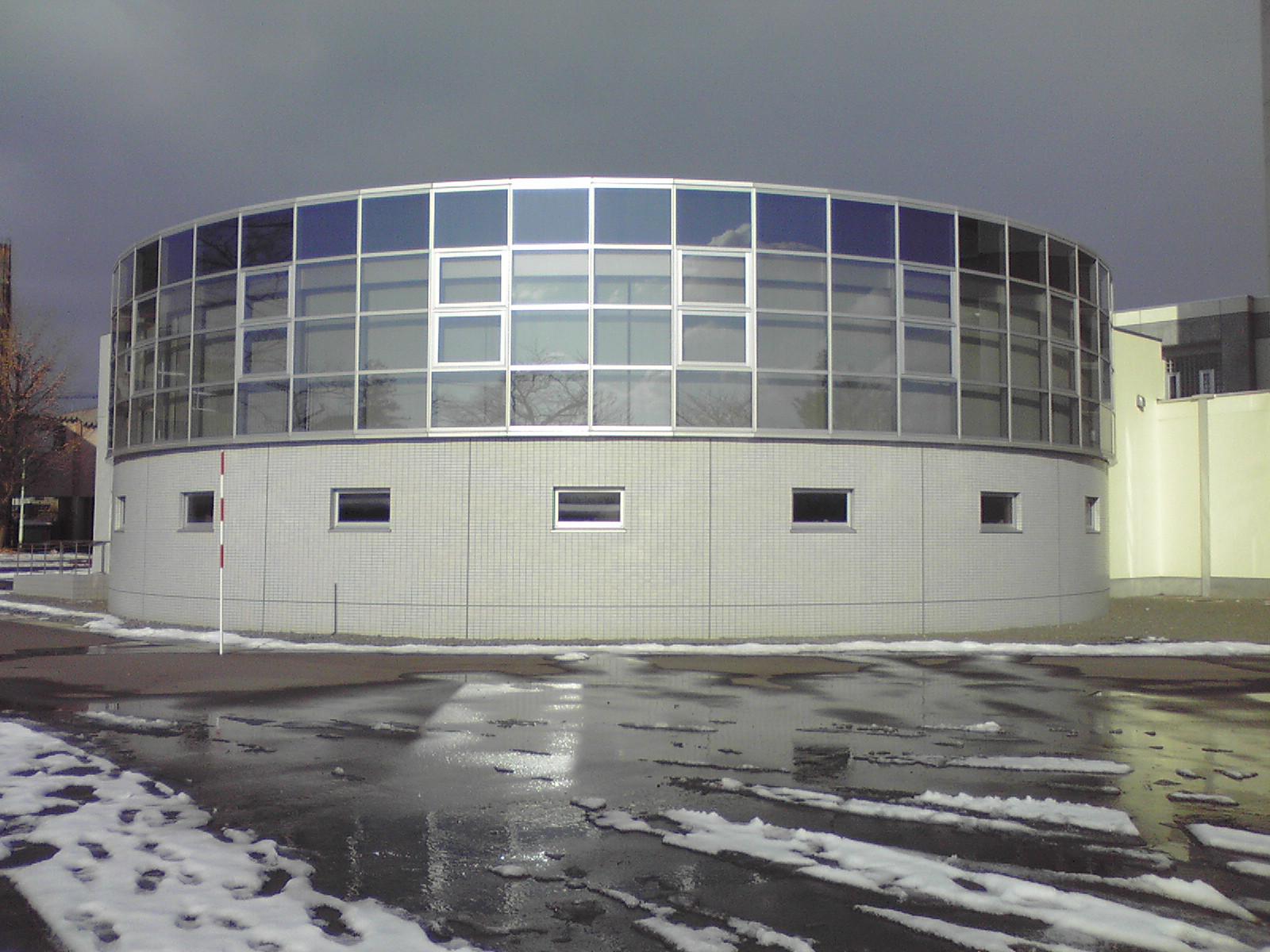
学習センター

- 学習センター（図書館）

2006年（平成18年）に完成。特徴的な円形の建物で校舎と併設されており、図書設備だけでなく、生徒の自習スペースとしての環境も整っている。また著名な卒業生（太宰治など）の資料などを展示したミニコーナーも設置されている。
- 青高会館 - 1970年（昭和45年）に完成。旧校舎時代からの建物。運動部の合宿に利用されている。学生食堂も併設。唐揚げ丼が人気メニュー。
- 自啓館 - 吹奏楽委員会・応援委員会・演劇部・軽音楽部の部室として利用されており、また冬季のみ、廊下はボート部のトレーニング場所として使われる。
- 無限ドーム - 2000年（平成12年）に完成。創立100周年の記念事業として建設された。一部の運動部用であり、体育の授業で使うことはない。
- 柔剣道場（武道館）
- 部室（無限館）
- 三四郎池 - 校舎前に設営。「三四郎池」はその名の通り東京大学の三四郎池をモチーフにした池。池としては珍しく、現行の校舎となる際に移設歴がある。金魚が繁殖している。鳥害を受けていたため、現在は網がかけられている。
- 弓道場 - 2020年(令和2年)7月に完成。以前はグラウンド奥、筒井中学校と隣接する場所にあったが、創立120周年記念事業として新築。かつてのプール跡、1・2年の駐輪場として使用していた敷地にある。
- グラウンド - 3面あり、それぞれ野球場、陸上競技場、サッカー・ソフトボール・ラグビー場として使われている。

かつてあった施設・設備
- 初代校舎

1950年（昭和25年）頃に完成。2階建ての7つの棟が並んだ作りであった。1968年（昭和43年）の十勝沖地震での被害、1969年（昭和44年）の洪水による水没、1970年（昭和45年）の火災による一部の燃失から新校舎への移転を余儀なくされる。
- 2代目校舎

1970年（昭和45年）に完成。3階建てで、高校では珍しい校内での土足履きも認められていた。そのため掃除の時に砂がたまり、雨や雪の日などは廊下が濡れることがよくあった（現校舎では内履きに履き替えている）。元々は1階が無く2階から上が柱で支えられ、校舎の真下が自転車置場になる予定だったが、着工前に発生した十勝沖地震で初代校舎が被災した時にこれでは危険だと判断され1階がある校舎に設計が変更された。
- プール - 1956年（昭和31年）に完成。公認50ｍ。現校舎新築の際に埋め立てられ、自転車置場となった。現在は弓道場と2年生の駐輪場がある。
- 旧青森県教育センター - 青森県教育センターが市内の別の場所へ移転してからも、建物だけが残されていたが、2012年（平成24年）に解体された。

## 課外活動
公式ウェブサイトには、各部活動の紹介ページがあり、それぞれの部員により作成されている。そのため、更新がなされていない部活も少なくない。
運動部
- 陸上競技部
- 硬式野球部
- 軟式野球部 - 休部中。
- ハンドボール部
- ラグビー部
- 水泳部
- サッカー部
- バレーボール部
- バスケットボール部
- バドミントン部
- テニス部
- ボート部 - ボート部がある青森県内の7つの高校のうちの1つである。
- 卓球部
- 弓道部
- 剣道部
- 空手道部
- ソフトボール部

文化部
- 音楽部 - いわゆる合唱部・コーラス部。青森県内では珍しい混声の合唱部である。
- 軽音楽部
- 箏曲部
- 華道部
- 茶道部
- 書道部
- 将棋部
- 囲碁部 - 現在は休部状態である。
- 演劇部
- 文学部 - 年1回、文化祭の時期にあわせて「青高文学」を発行している。
- 自然科学部 - 物理班、生物班、地学班の3班に分かれる。かつては全て独立していたが、2017年頃に合併した。

- 生活科学部 - 主にお菓子作りをする。
- JRC部 - 様々なボランティア活動をする。「Junior Red Cross」の略。
- 美術部
- 写真部 - 新校舎の完成に伴って2階化学室の隣に暗室が設けられた。

同好会
- ESS同好会 - ALTの教師との英会話が主な活動内容。「English Speaking Society」の略。
- クイズ研究会 - 「AHQS」という略称をもつ。「Aomori High school Quiz Society」の略。
- ダンス同好会

委員会
- 応援委員会

かつては男子が委員長を代々務めてきたが、最近では女子の委員長が出ることもある。｢青高ねぶた囃子｣や｢コチャエ節｣,「青高汽車ポッポ」といった独特な応援方法を持つ。青高祭等の披露時には、非部員が「青高汽車ポッポ」のタイミングで参加し出したりもする。
- 放送委員会
- 吹奏楽委員会 実質部活扱いだが、重要性が高い為か委員会の名称を与えられている。
- 中央委員会 - 主に行事の準備・運営、部活動予算割当てなどを行う。一般的に言う「生徒会」である。
- 青高祭実行委員会
- 体育祭実行委員会
- 図書委員会
- 刊行委員会 - 年2回、「青高新聞」を発行している。

その他(非公認)
- 物理部 -自然科学部物理班とは一線を画す組織。青高祭3日目の文化会館発表において例年動画を発表している。

## 学校行事
1学期
- 4月 - 入学式
- 6月 - 体育祭
- 7月 - 青高祭（文化祭）

毎年7月上旬頃、前夜祭を含む4日間の日程で開催される。
前夜祭は、ミスコン（クラス対抗の男装・女装コンテスト）や有志による発表が行われる他、花火も打ち上げられる。
続く2日目、3日目は、模擬店の営業に加え、ミスコンや、HR（クラス）対抗クイズ大会、教師と各学年の生徒代表の対決、有志によるバンドの発表などが行われる。
最終日4日目は、青森市文化会館を借り切って行われる。文化部の発表が中心で、DISCと呼ばれる2，3年生の歌とダンスで構成される劇のコンテストも開催される。
2学期
- 9月 - 創立記念日

　　　 遠足（全学年対象で、野外調理等も行う。）
- 12月 - 高2修学旅行（昭和57年度以来長らく行われていなかったが、平成18年度から再開された。行き先は奈良や京都の寺社や、USJ等の関西方面。）

3学期
- 2月 - 高1スキー教室（スノーボードの選択も可。）[注釈 3]
- 3月 - 卒業式

## 交通アクセス
- 青い森鉄道　
  - 青い森鉄道線　筒井駅[注釈 4]
- 青森市営バス
  - 筒井方面行「青森高校前」下車、徒歩1分
  - 桜川・小柳団地方面行「桜川6丁目」下車、徒歩2分

通学手段としては、多くの生徒が自転車を利用している。自転車通学が禁止される冬季間は、従来は代わりにバスを利用する生徒が多かったため、バスが非常に混雑したが、2014年3月に筒井駅が開業したことにより、鉄道で通学する生徒も多く見受けられるようになった。

## 著名な出身者
（　）内は回期及び卒業年。
■旧制・青森県第三中学校／青森県立青森中学校
- 山田幸五郎[1]（三中3回・1907年） - 工学者、海軍造兵少将、東京写真大学長
- 福士幸次郎[1]（三中中退） - 詩人
- 平野信助[1]（青中5回・1909年） - 将棋棋士
- 高橋潔[1]（青中8回・1912年） - 最高裁判所判事
- 柳田泉[2]（青中10回・1914年） - 国文学者、英文学者
- 石館守三[2]（青中14回・1918年） - 薬学者、東京帝国大学薬学部長、国立衛生試験所長、日本薬剤師会長
- 菊谷栄[2]（青中16回・1920年） - 劇作家
- 高木恭造[2]（青中17回・1921年） - 方言詩人
- 長谷川才次[2]（青中17回・1921年） - ジャーナリスト、時事通信社代表取締役、内外ニュース社長
- 三浦敬三[2]（青中18回・1922年） - プロスキーヤー、山岳写真家
- 木村文男[2]（青中22回・1926年） - 衆議院議員
- 小野隆祥[3]（青中23回・1927年） - 文芸評論家
- 阿部合成[3]（青中24回・1928年） - 画家
- 太宰治[3]（青中24回・1928年） - 小説家
- 柴田治三郎[3]（青中24回・1928年） - ドイツ文学者
- 米内山義一郎[3]（青中中退） - 衆議院議員
- 田中敏文[3]（青中25回・1929年） - 北海道知事
- 中村拓道[3]（青中25回・1929年） - 衆議院議員、八戸市長
- 小野正文[3]（青中26回・1930年） - 文芸評論家、青森中央短期大学長
- 小館善四郎[3]（青中28回・1932年） - 洋画家
- 竹中修一[3]（青中31回・1935年） - 衆議院議員
- 成田友三郎[3]（青中32回・1936年） - プロ野球選手
- 高木彬光[3]（青中34回・1938年） - 推理作家
- 関晴正[3]（青中37回・1941年） - 衆議院議員
- 坂本慶一[4]（青中39回・1943年） - 農業経済学者、京都大学農学部長
- 古寺宏[4]（青中40回・1944年） - 衆議院議員
- 竹内黎一[4]（青中40回・1944年） - 衆議院議員、科学技術庁長官
- 間宮芳生[4]（青中44回・1947年） - 作曲家
- 猪谷千春[4]（転校） - アルペンスキー選手、オリンピック銀メダリスト

■統合前・青森県立青森高等学校
- 成田亨（統合前1回・1949年） - 彫刻家、特撮美術
- 吉田義昭（1950年） - 脚本家、劇作家

■旧制・青森県立青森高等女学校
- 北畠八穂[2]（青高女11回・1921年） - 小説家、詩人
- 淡谷のり子[2]（青高女中退） - 歌手
- 相沢良（青高女17回・1927年） - 女性平和運動家、革命家
- 阿部なを[3]（青高女18回・1928年） - 人形作家、料理研究家

■統合・青森県立青森高等学校
- 川崎祥悦[5]（転校） - 作曲家
- 佐々木誠造[5]（統合1回・1952年） - 元青森市長
- 三浦雄一郎[5]（転校） - プロスキーヤー
- 海渡英祐[5]（統合4回・1954年） - 推理作家
- 沢田教一[5]（統合4回・1954年） - 報道写真家、ピューリッツァー賞受賞
- 寺山修司[5]（統合4回・1954年） - 歌人、劇作家
- 佐々木敬介[5]（統合5回・1955年） - 工学者、千歳科学技術大学長
- 渋谷五郎[5]（統合6回・1956年） - 卓球選手
- 村上輝夫[5]（統合6回・1956年） - 卓球選手、世界卓球選手権優勝
- たむらまさき（田村正毅）[5]（統合7回・1957年） - 撮影監督
- 木村隆文（統合8回・1958年） - 元青森山田学園理事長
- 鈴木ユリイカ[5]（統合10回・1960年） - 詩人
- 相馬宏男（統合14回・1964年） - NHKアナウンサー
- 大里洋吉（統合15回・1965年） - 芸能プロダクションアミューズ創業者、代表取締役会長
- 安保徹（統合16回・1966年） - 医学者
- 鹿内博[5]（統合17回・1967年） - 元青森市長
- 鹿内信善（統合19回・1969年） - 教育学者
- 田澤拓也（統合20回・1970年） - ノンフィクション作家
- 宮下順一郎（統合21回・1971年） - 元むつ市長、宮下宗一郎の父
- 山谷清志（統合23回・1973年） - 政治学者
- 神ひろし（統合31回・1981年） - 名古屋市会議員、元中京テレビアナウンサー・報道部記者
- 佐藤竹善（統合32回・1982年） - 歌手　SING LIKE TALKING
- 藤田千章（統合32回・1982年） - 歌手　SING LIKE TALKING
- 柿崎元子（統合32回・1982年） - フリーアナウンサー（元青森放送アナウンサー）
- 福士珠美（統合33回・1983年） - 元青森テレビアナウンサー、あおもり藍ブルーリンクプロジェクト代表
- 柿崎恒美 - 国土交通省北海道局長、同北海道開発局長[6]
- 葛西賀子（統合36回・1986年） - フリーアナウンサー（元青森放送アナウンサー）
- 今泉清保（統合37回・1987年） - 青森テレビ報道部記者（元福岡放送アナウンサー）
- 鳴海真希子（統合37回・1987年） - 声楽家
- 対馬孝之（統合38回・1988年） - 青森朝日放送アナウンサー
- 福士睦（統合38回・1988年） - 日本テレビ制作局チーフクリエイター
- 三上弥（統合39回・1989年） - NHKアナウンサー
- 栄長泰明（統合40回・1990年） - 化学者
- 小野寺晃彦（統合44回・1994年） - 前青森市長、元総務省官僚
- 奈良岡聰智（統合44回・1994年） - 歴史学者
- 大柳錦也（統合45回・1995年） - プロレスラー、みちのくプロレス所属
- 山谷亨（統合45回・1995年） - 映画監督・脚本家・演出家
- 春日井静奈（統合47回・1997年） - タレント・女優（1997年ユニチカ水着キャンペーンモデル）
- 田邊優貴子（統合47回・1997年） - 生態学者
- 横濱聡子（統合47回・1997年） - 映画監督、脚本家
- 小塚歩（統合48回・1998年） - ラジオNIKKEIアナウンサー
- 宮下宗一郎（統合48回・1998年） - 青森県知事、前むつ市長、元国土交通省官僚
- 奈良岡希実子（統合54回・2004年） - 気象予報士
- 飯田美花（統合60回・2010年） - プロレスラー、プロレスリングWAVE所属
- 伊藤彩未（総合69回・2019年） - カーリング選手